# 존 헤인즈
헨리 존 하인즈 3세(Henry John Heinz III, 1938년 10월 23일 ~ 1991년 4월 4일)는 미국의 정치인이다.

## 학력
- 예일 대학교 인문사회 학사
- 하버드 대학교 경영학 석사

## 경력
- 1971.11 ~ 1977.01 제92·93·94대 미국 펜실베이니아 제18선거구 연방하원의원
- 1977.01 ~ 1991.04 제95·96·97·98·99·100·101·102대 미국 펜실베이니아 연방상원의원
- 1979.01 ~ 1981.01 미국 연방상원 공화당 의원총회 의장
- 1981.01 ~ 1987.01 미국 상원 고령화특별위원회 위원장
- 1985.01 ~ 1987.01 미국 연방상원 공화당 의원총회 의장

## 역대 선거 결과
| 선거명        | 직책명                             | 대수  | 정당   | 득표율 | 득표수      | 결과 | 당락                         |
| ------------- | ---------------------------------- | ----- | ------ | ------ | ----------- | ---- | ---------------------------- |
| 1971년 재선거 | 하원의원 (펜실베이니아 제18선거구) | 92대  | 공화당 | 66.64% | 104,175표   | 1위  | 펜실베이니아주 하원의원 당선 |
| 1972년 선거   | 하원의원 (펜실베이니아 제18선거구) | 93대  | 공화당 | 72.83% | 144,521표   | 1위  | 펜실베이니아주 하원의원 당선 |
| 1974년 선거   | 하원의원 (펜실베이니아 제18선거구) | 94대  | 공화당 | 72.07% | 107,723표   | 1위  | 펜실베이니아주 하원의원 당선 |
| 1976년 선거   | 상원의원 (펜실베이니아 제1부)      | 95대  | 공화당 | 52.39% | 2,381,891표 | 1위  | 펜실베이니아주 상원의원 당선 |
| 1982년 선거   | 상원의원 (펜실베이니아 제1부)      | 98대  | 공화당 | 59.28% | 2,136,418표 | 1위  | 펜실베이니아주 상원의원 당선 |
| 1988년 선거   | 상원의원 (펜실베이니아 제1부)      | 101대 | 공화당 | 66.45% | 2,901,715표 | 1위  | 펜실베이니아주 상원의원 당선 |